# Semana Santa

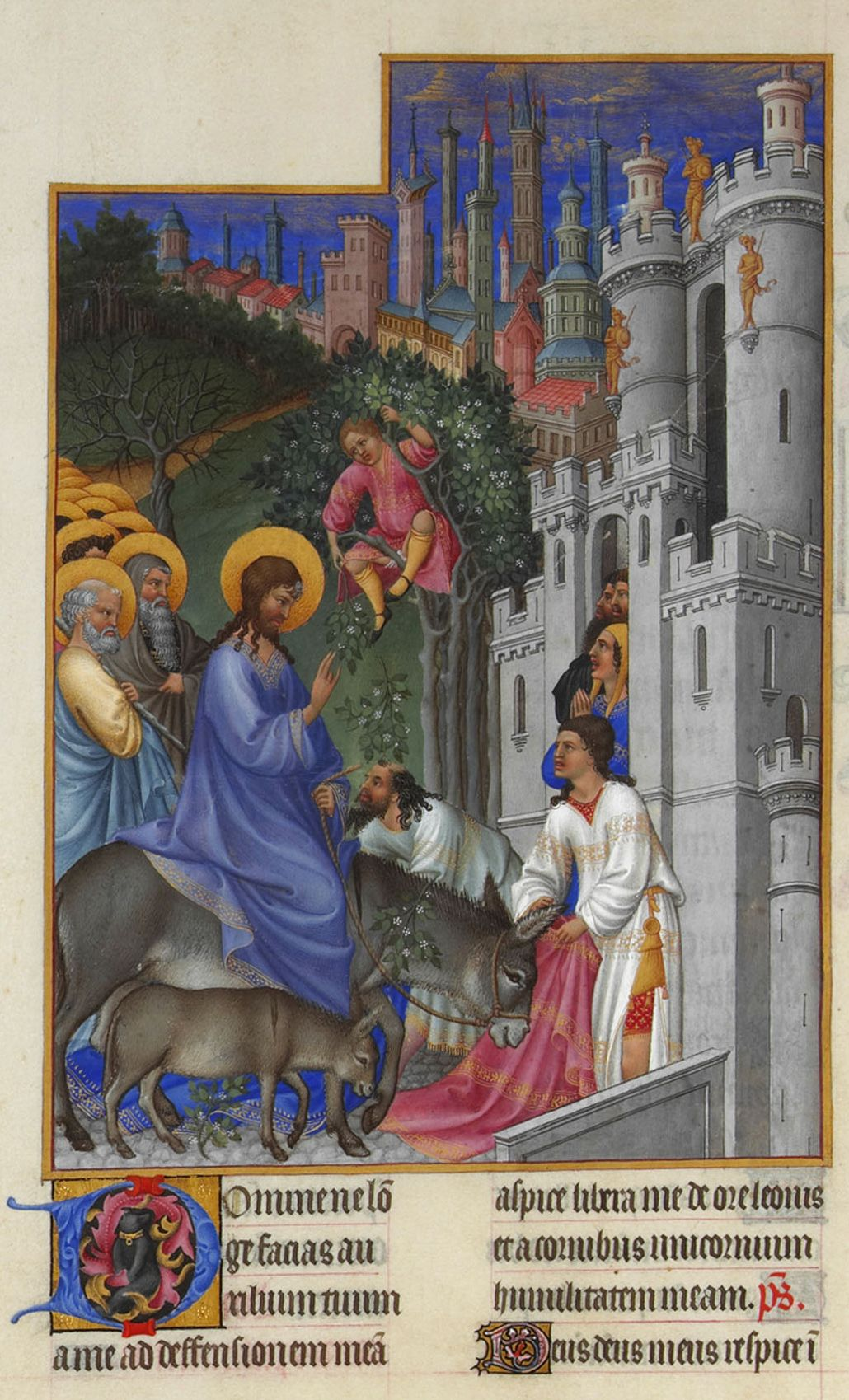
La Semana Santa comienza con la celebración del Domingo de Ramos, que tiene lugar el domingo anterior al Viernes Santo, y que conmemora la entrada triunfal de Jesucristo en Jerusalén.

La Semana Santa es la conmemoración cristiana anual de la pasión de Cristo, es decir, de la entrada a Jerusalén, la última cena, el viacrucis, la muerte y resurrección de Jesús de Nazaret. Comienza el Domingo de Ramos y finaliza el Domingo de Resurrección. Aunque su celebración suele iniciarse en varios lugares el viernes anterior, es decir, el Viernes de Dolores. La fecha de la celebración es variable: entre mediados de marzo y abril.
Sigue siendo Cuaresma hasta el atardecer del Jueves Santo, cuando da comienzo el Triduo Pascual: ese mismo día se celebra la institución de la Eucaristía en la última cena; el Viernes Santo, la crucifixión y muerte del Señor, y la noche del Sábado Santo, la Vigilia Pascual. Durante la Semana Santa tienen lugar numerosas muestras de religiosidad popular a lo largo de todo el mundo destacando las procesiones, penitencias y las representaciones de la Pasión, muerte y resurrección de Jesús.
En algunos países se ha tomado como días de asueto, lo que también le ha valido la denominación de Semana De Dios.

## Ritual de Semana Santa
Es un libro litúrgico donde aparece toda la liturgia de la Semana Santa como es: Domingo de Ramos, Lunes, Martes y Miércoles Santo; y donde aparece el triduo pascual que comienza el Jueves Santo con la Santa Cena del Señor. Continúa con el Viernes Santo donde se celebra la pasión y muerte del Señor, el Sábado de Gloria que es el último día de este triduo pascual y el domingo de resurrección para celebrar que Jesús ha resucitado. 
Es un libro católico sacerdotal que tiene lecturas y oraciones propios de la Semana Santa.

## Triduo pascual
Los días más importantes de la Semana Santa son los correspondientes al Triduo Pascual, que conmemoran la pasión, muerte y resurrección del Señor en Jerusalén . En la liturgia romana de la Iglesia católica, comprende desde la tarde del Jueves Santo —cuando concluye la Cuaresma— hasta el Domingo de Resurrección.

## La fecha de la Semana Santa
Es en el Concilio de Nicea I, en el año 325, donde se llega finalmente a una solución para este asunto. En él se estableció que la Pascua de Resurrección había de ser celebrada cumpliendo unas normas:
- Que la Pascua se celebrase en un domingo.
- Que no coincidiese nunca con la Pascua judía, que se realizaba independientemente del día de la semana (de esta manera se evitarían paralelismos o confusiones entre ambas religiones).
- Que los cristianos no celebrasen nunca la Pascua dos veces en el mismo año. Esto tiene su explicación, porque el año nuevo empezaba con el equinoccio de primavera, por lo que se prohibía la celebración de la Pascua antes del equinoccio real (antes de la entrada del sol en Aries).

No obstante, siguió habiendo diferencias entre la Iglesia de Roma y la Iglesia de Alejandría, si bien el Concilio de Nicea dio la razón a los alejandrinos, estableciéndose la costumbre de que la fecha de la Pascua se calculaba en Alejandría, que lo comunicaba a Roma, la cual difundía el cálculo al resto del cristianismo.
Finalmente, Dionisio el Exiguo (en el año 525), desde Roma convenció de las bondades del cálculo alejandrino, unificándose al fin el cálculo de la Pascua cristiana.
La Pascua de Resurrección es el domingo inmediatamente posterior a la primera luna llena tras el equinoccio de marzo, y se debe calcular empleando la luna llena astronómica. Por ello puede ocurrir no antes del 22 de marzo y el 25 de abril como máximo.

## Días de la Semana Santa
Estos                                                                     son todos los días de Semana Santa:

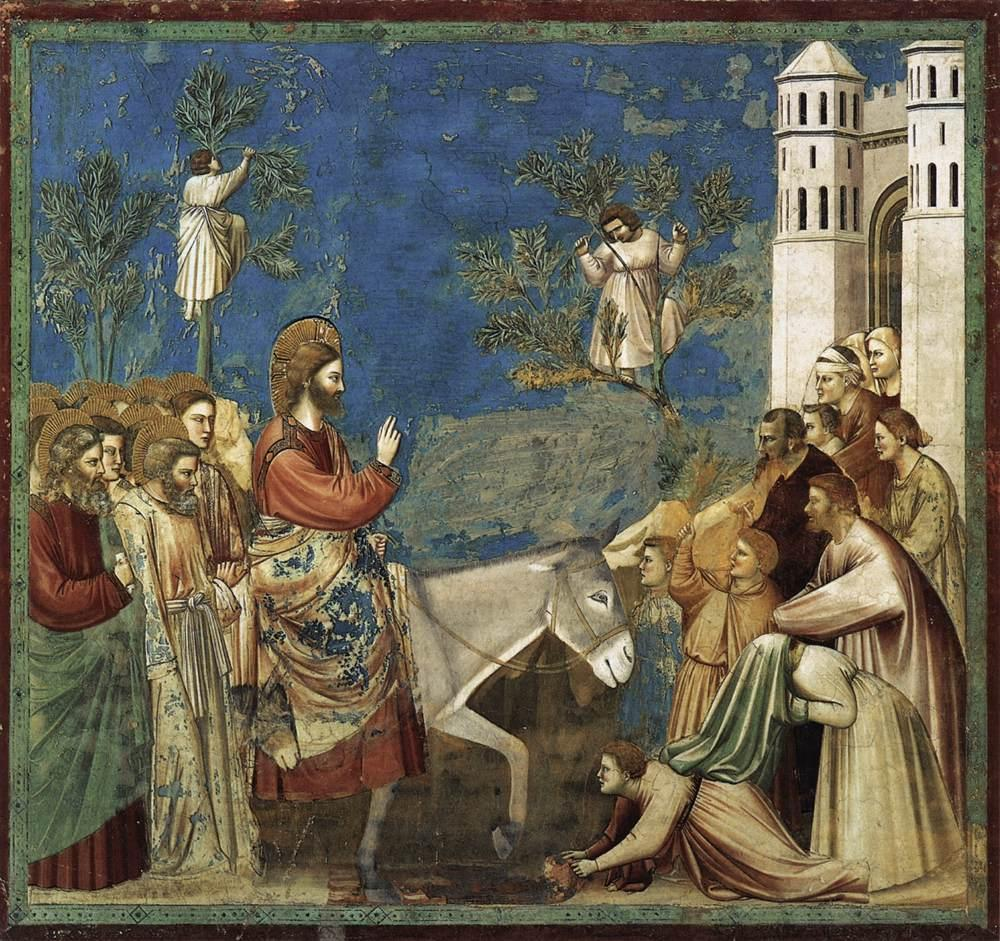
Domingo de Ramos. Entrada triunfal de Jesucristo en Jerusalén.
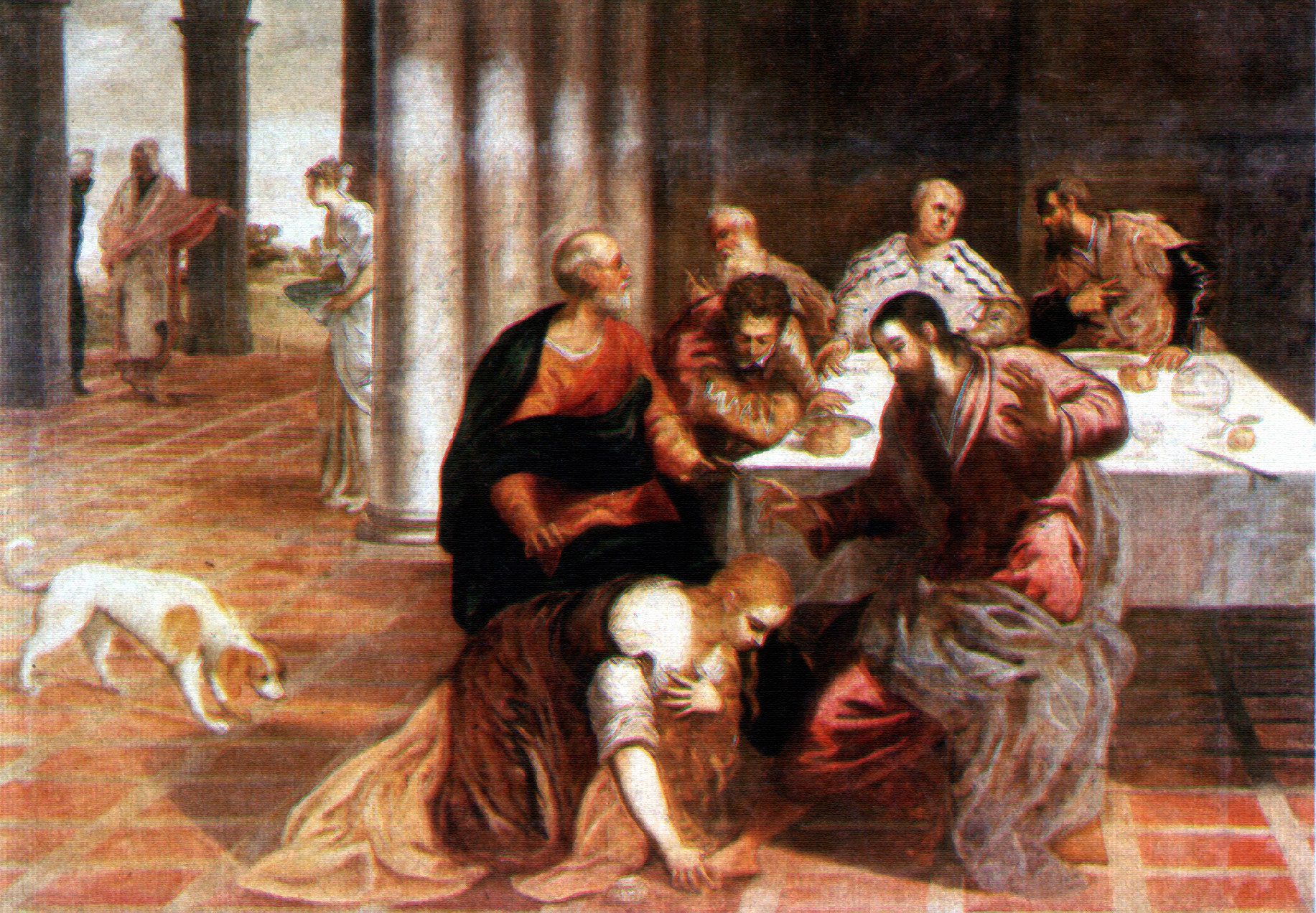
Lunes Santo. Unción de Jesús en casa de Lázaro. Jesús expulsa a los mercaderes del Templo de Jerusalén.
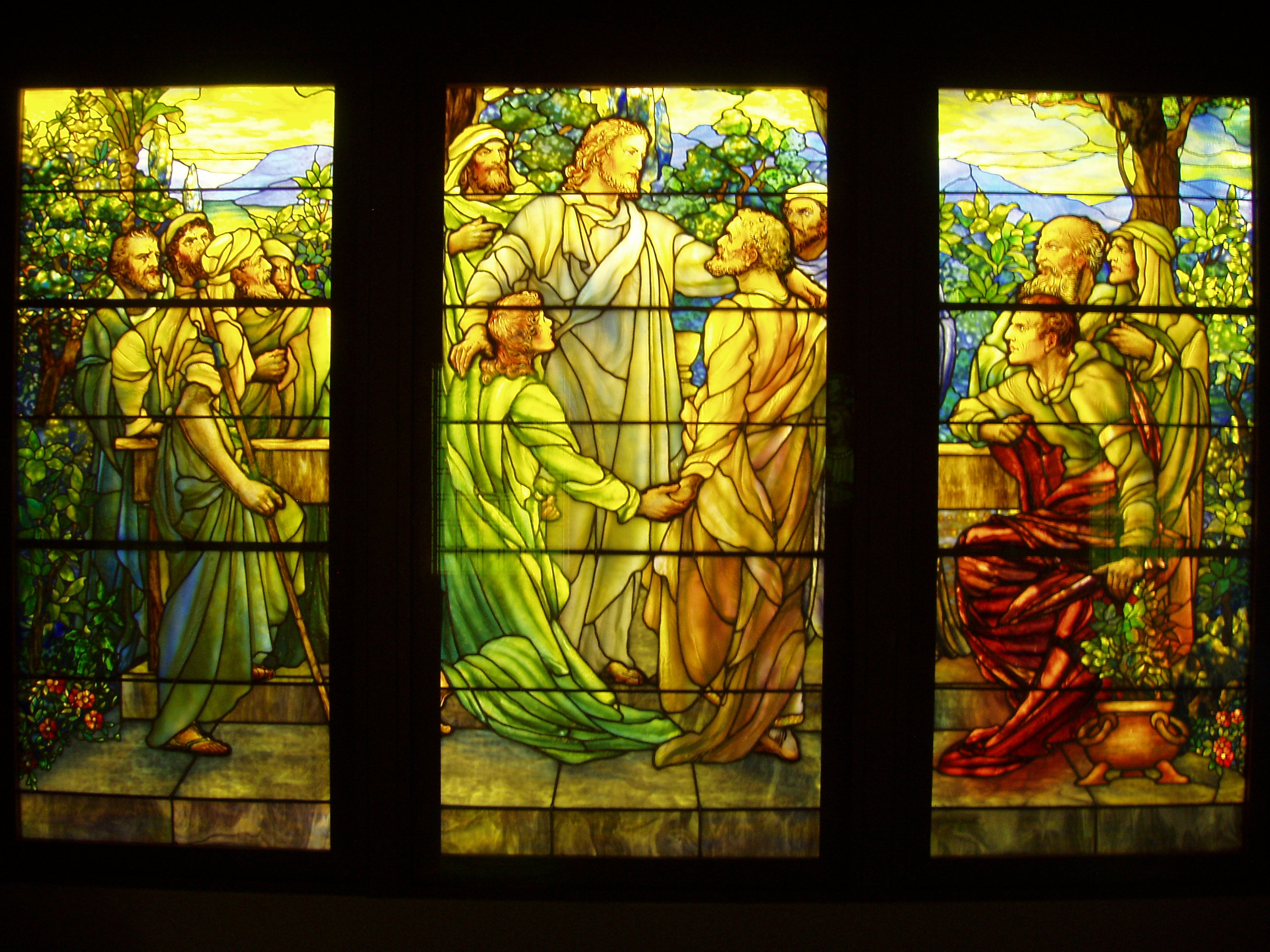
Martes Santo. Jesús anticipa a sus discípulos la traición de Judas y las Negaciones de San Pedro.
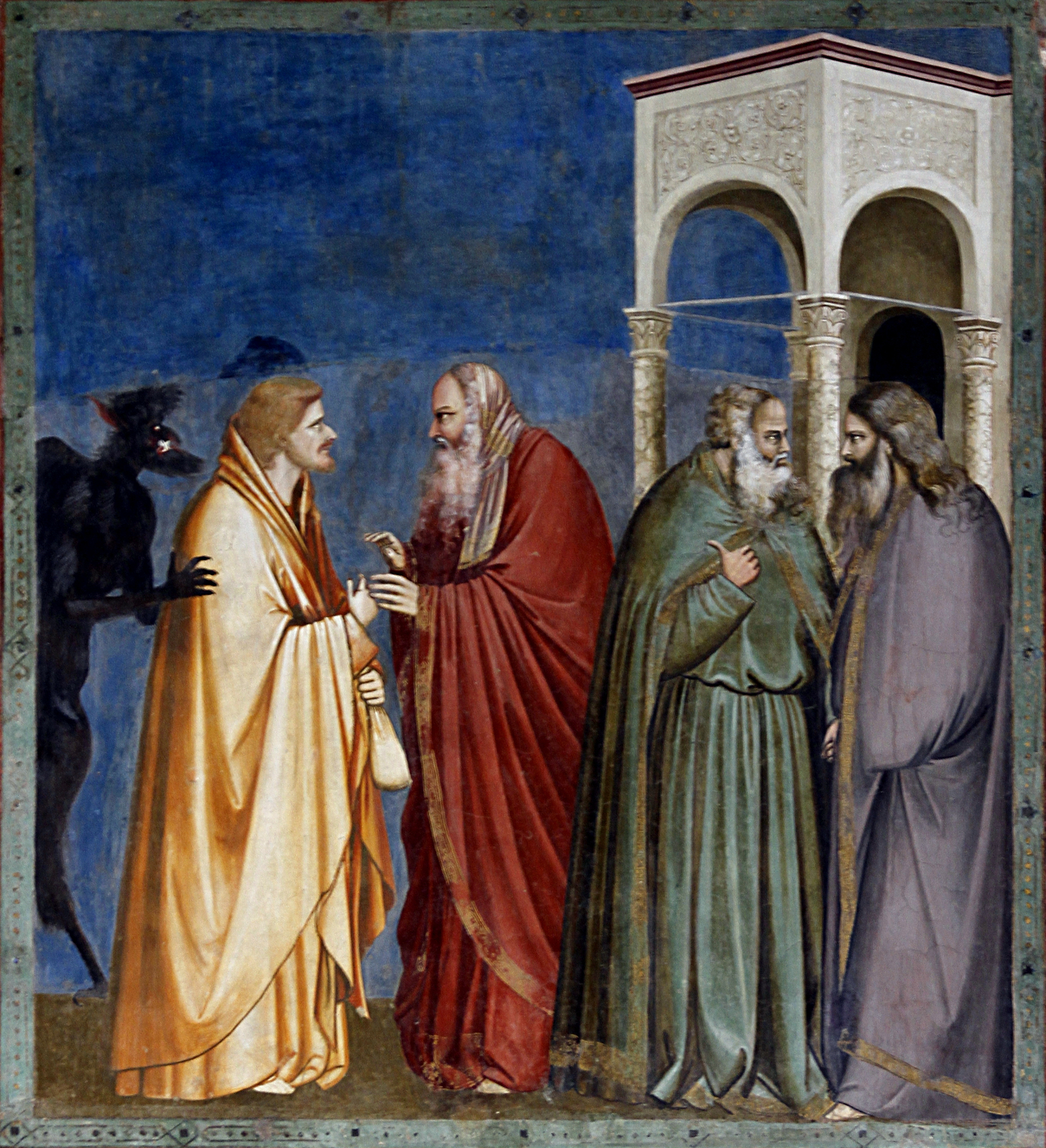
Miércoles Santo. Judas Iscariote conspira con el Sanedrín para traicionar a Jesús por treinta monedas de plata.
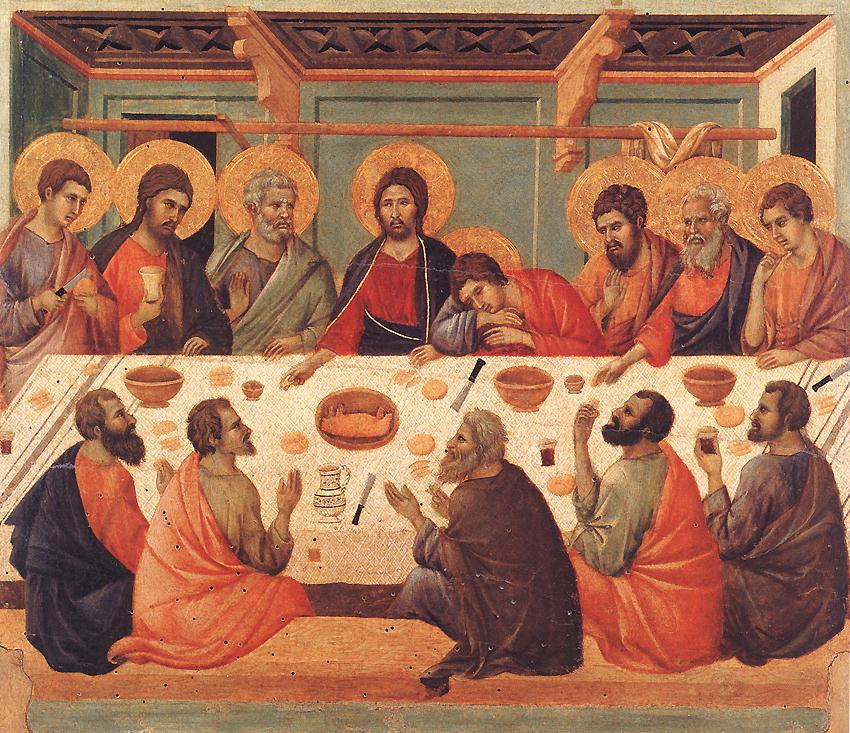
Jueves Santo. Lavatorio de los pies. La Última Cena. Eucaristía. Oración de Jesús en el huerto de Getsemaní. Arresto de Jesús.
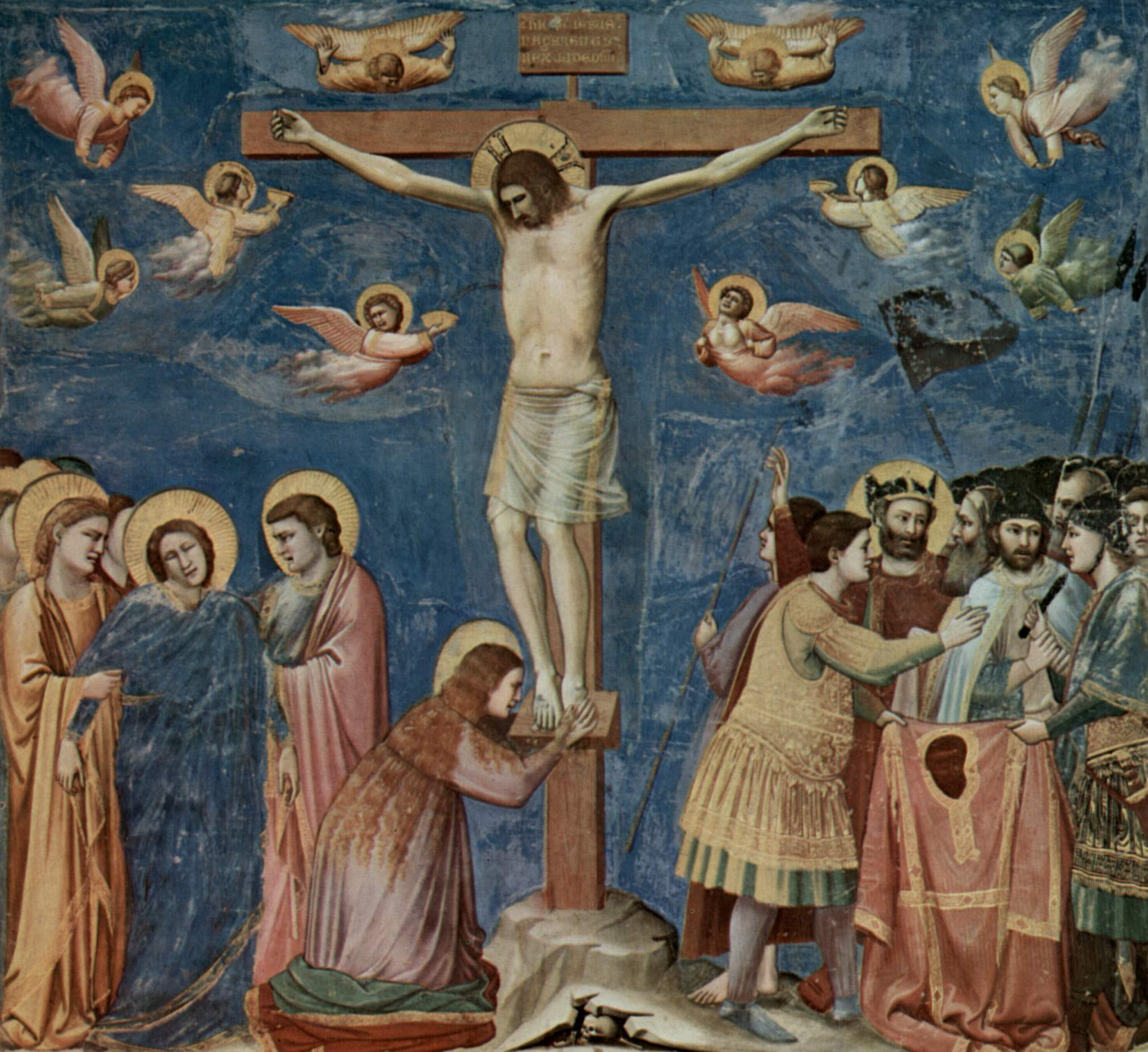
Viernes Santo. Prisión de Jesús. Los interrogatorios de Caifás y Pilato. La flagelación. La coronación de espinas. Vía Crucis. Crucifixión de Jesús. Sepultura de Jesús.
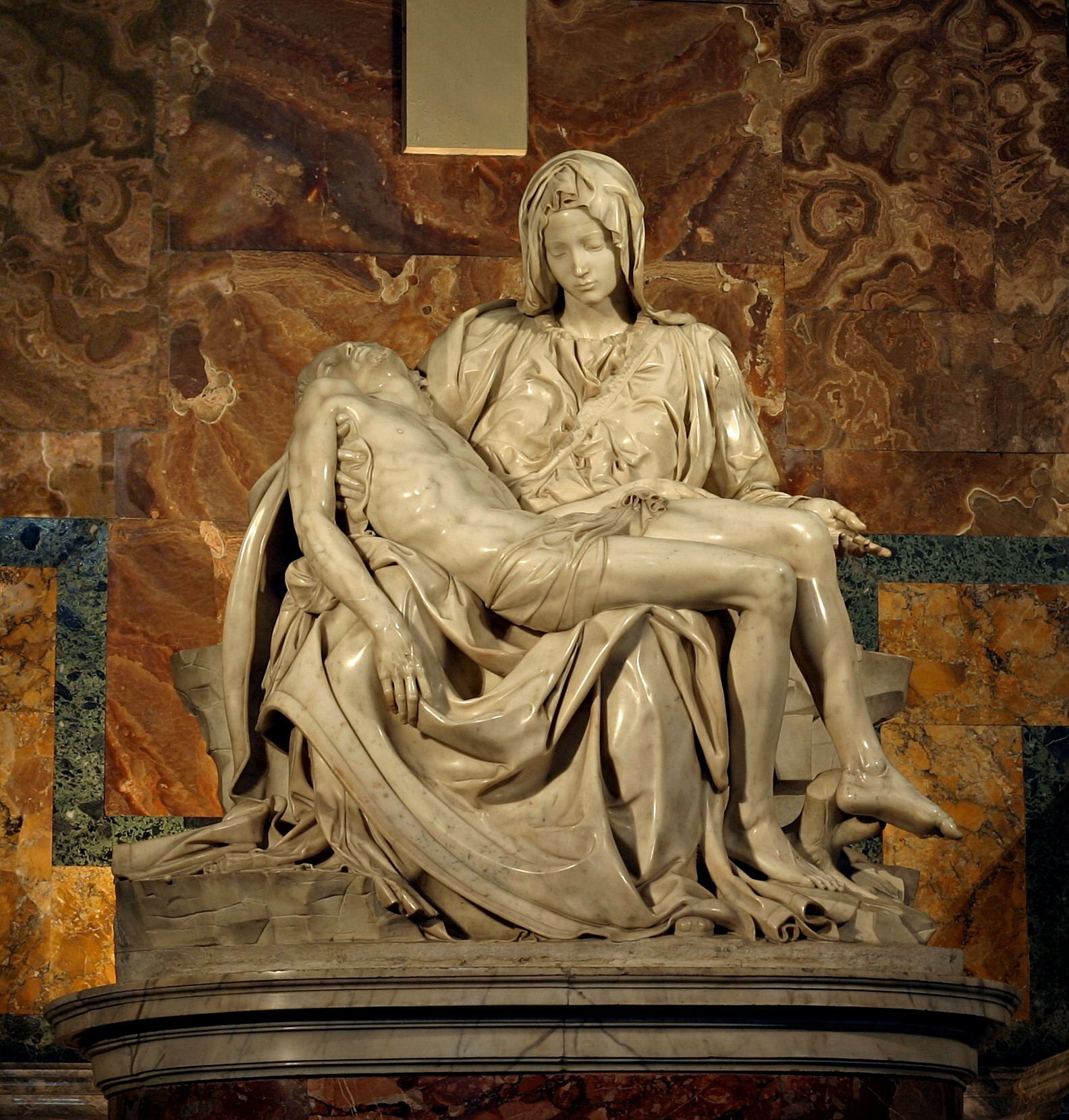
Sábado Santo. La Soledad de María, Víspera de Pascua.
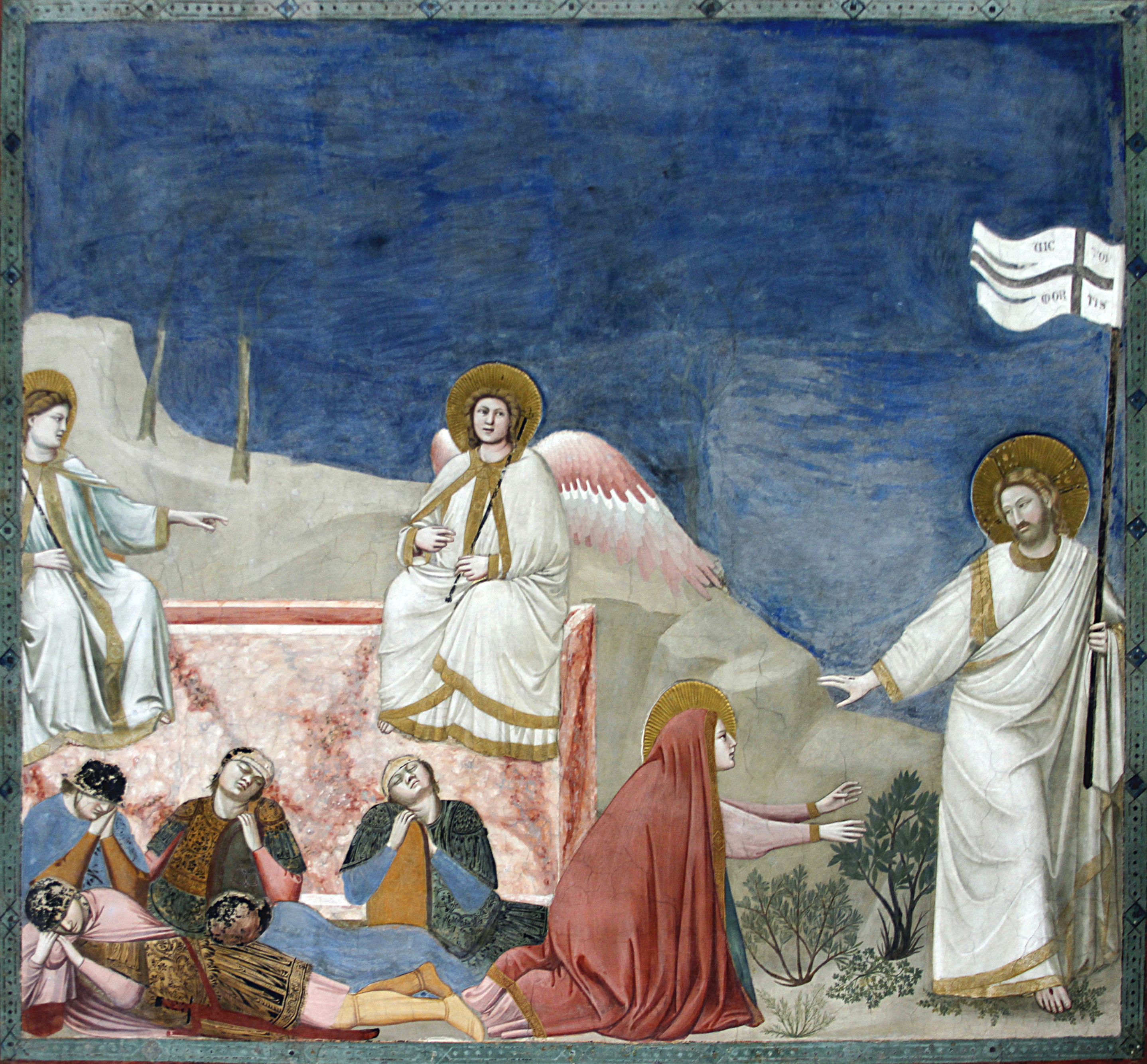
Domingo de Pascua. La Resurrección.

## Celebraciones
En gran parte del mundo existen celebraciones asociadas a la Semana Santa, algunas de ellas de un enorme interés a nivel internacional.

### Asia

#### Filipinas
En Filipinas, siendo un país de mayoría católica y antigua provincia española, se celebra la Semana Santa, también conocida como Mahal na araw en tagalo. La celebración empieza con el Domingo de Ramos (o Linggo ng Palaspas, 'Domingo de Palmas') y termina con el Linggo ng Pagkabuhay ('Domingo de la resurrección').

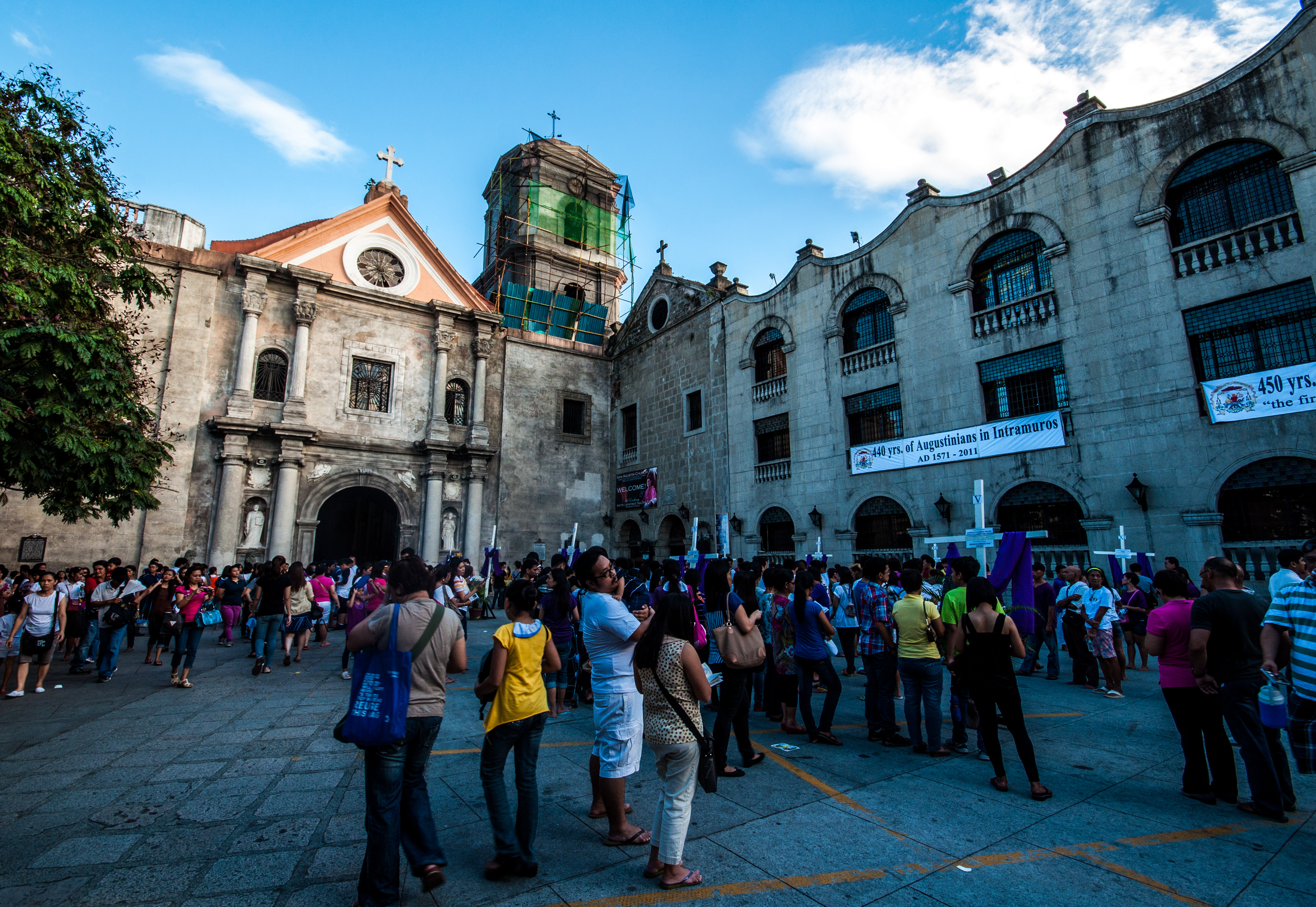
La Iglesia de San Agustín en Intramuros, Manila durante el Miyérkoles Santo de 2013

Días de la Semana Santa en Filipinas
- Domingo de Ramos/Linggo ng Palaspas
- Lunes Santo
- Martés Santo
- Miyérkoles Santo (Miércoles santo)
- Huwebes Santo (Jueves Santo)
- Biyernes Santo (Viernes Santo)
- Sábado de Gloria
- Linggo ng Pagkabuhay/Pasko ng Pagkabuhay (Domingo de la Resurrección)

La Visita Iglesia es una tradición católica en la que los católicos visitan 7 diferentes iglesias entre el Huwebes Santo y el Biyernes Santo.
El Huwebes Santo indica el comienzo de los días no laborales, mientras que el Sábado de Gloria marca su fin.

### Europa

#### España

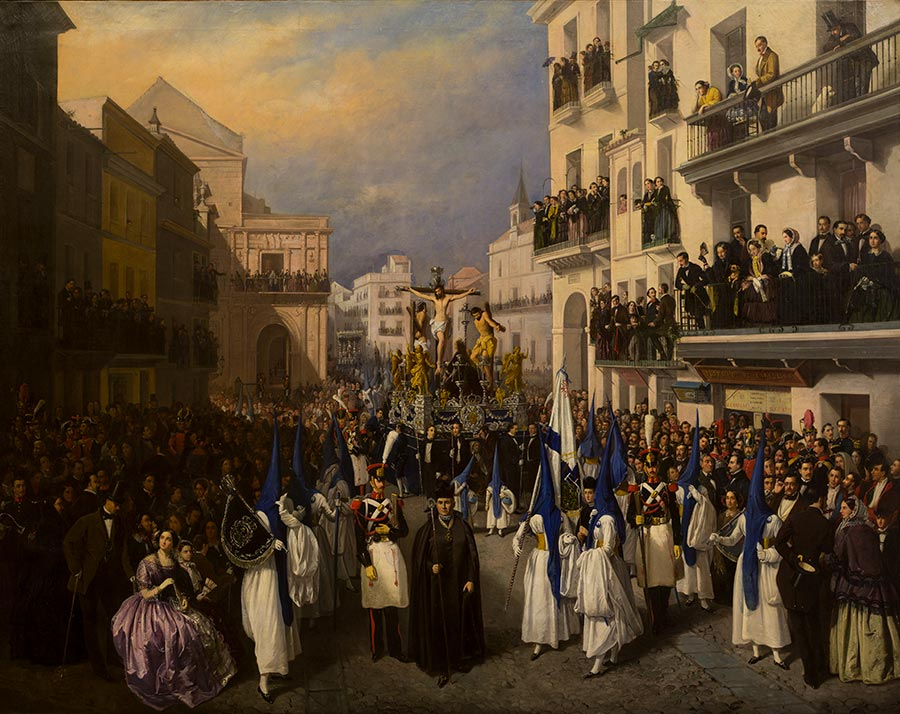
Procesión en Sevilla, obra de Manuel Cabral Aguado-Bejarano (1855), conservado en el Museo Nacional de Bellas Artes de La Habana.

En España, son reconocidas de interés turístico internacional la Semana Santa de Palencia, Semana Santa de León, Semana Santa de Zamora, Semana Santa de Sevilla, Semana Santa de Granada, la Semana Santa en Málaga, la Semana Santa de Valladolid, de Cuenca, Zaragoza, Lorca, Córdoba, Medina del Campo,  Viveiro, Toledo o Cartagena entre otras. Y son reconocidas de interés turístico nacional, la Semana Santa marinera de Valencia (2011), Semana Santa de Jerez de la Frontera (1993), la Pasión viviente de Castro Urdiales (2012), Los Picaos de San Vicente de la Sonriera (2005) y Semana Santa de Cáceres (2011)  entre otras de igual titulación. Independientemente de la emoción que se vuelque en esta celebración, en todos los territorios españoles se conmemora la Pasión de Cristo

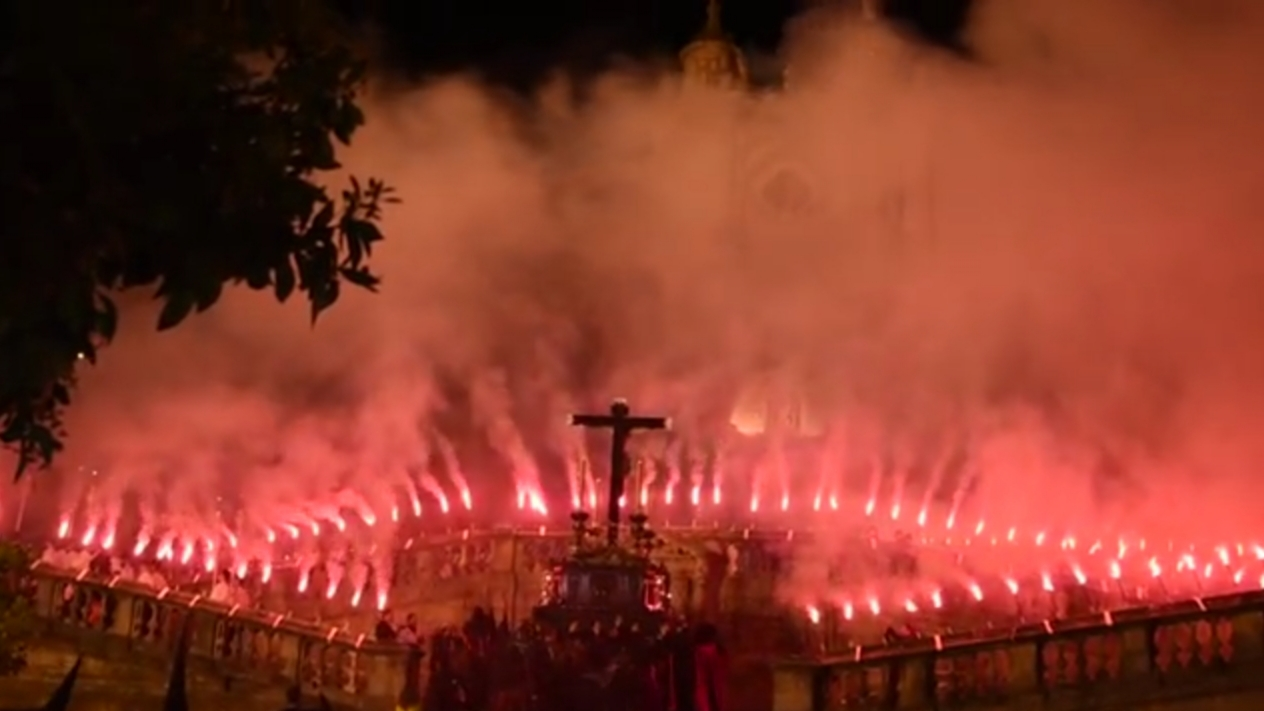
Semana Santa en Jerez de la Frontera.

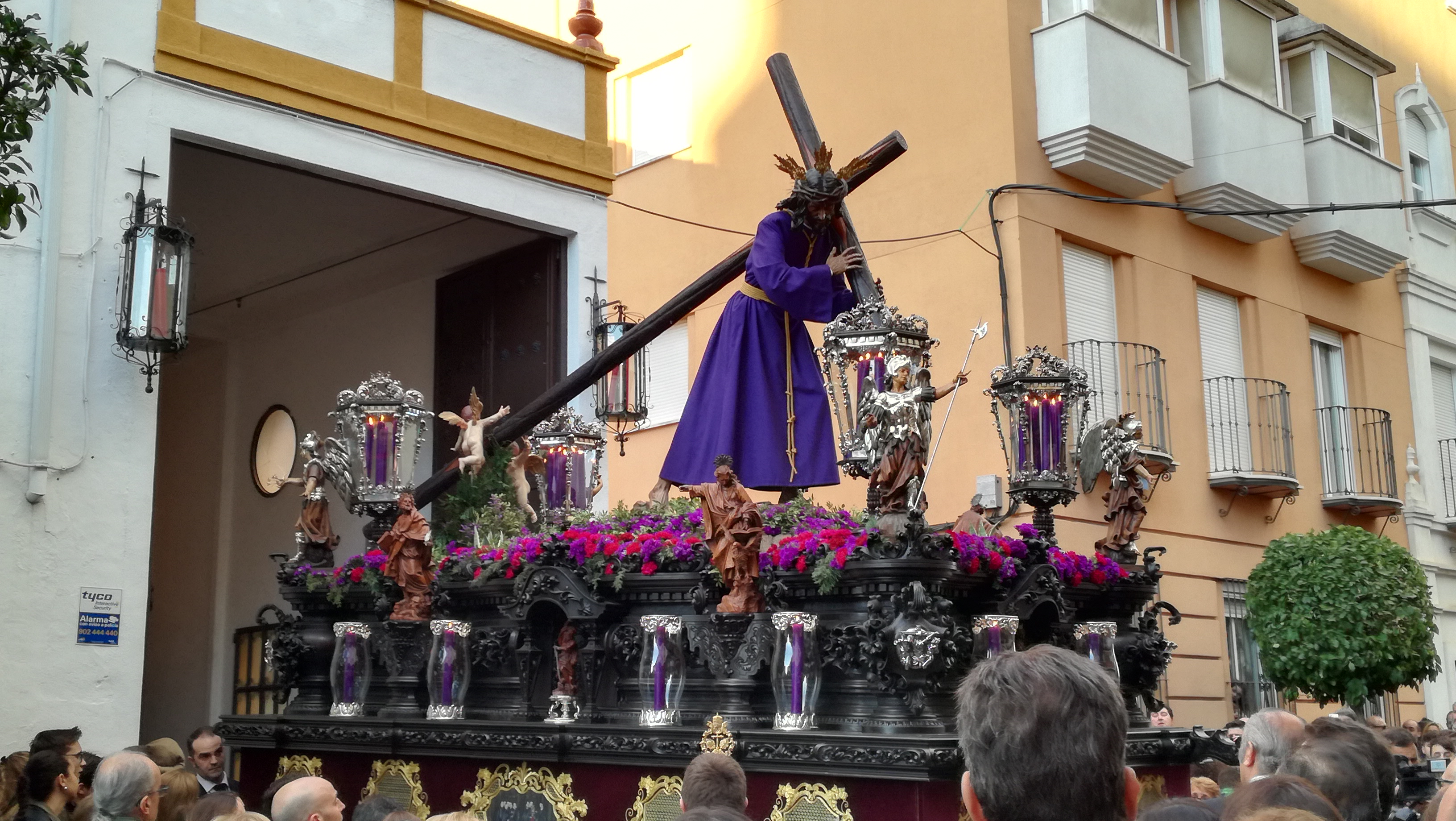
Jesús Nazareno saliendo de la capilla de «El Salvador». Cofradía de la Veracruz (Andújar, Jaén).

#### Italia
En Italia la Semana Santa es muy sentida, principalmente en el sur,  se celebra la Semana Santa en más de 112 pueblos y ciudades, 83 solamente en Sicilia.

### América

#### México
En México es destacada como días santos, su celebración se lleva a cabo en varias entidades del país pero sobre todo destacan 2 principales, las cuales son conocidas por mayoría en algunas partes del mundo como lo son la representación de Taxco de Alarcón la segunda más importante del país y la primera y principalmente importante la cual es la Pasión de Cristo en Iztapalapa que se celebra año con año desde 1843 en esa demarcación de la Ciudad de México. 
Cabe destacar la particular Semana Santa de los pueblos  Yoremes de los estados de Sinaloa y Sonora, es una celebración fascinante de carácter sincrético entre las tradiciones prehispánicas Mayo  Yoreme y la tradición católica.

#### Perú
En Perú, destaca la Semana Santa en Ayacucho, evento religioso de mucho sincretismo, realizado ininterrumpidamente desde hace más de 150 años y con una duración inusual de diez días. También sobresale la Semana Santa en Lima, capital del país. Otras fiestas, que fueron declaradas como Patrimonio Cultural de la Nación, son en Pampacolca (2021), Chancay (2018), Catacaos (2018), Huambo (2012), Huancavelica (2013), entre otros. a

#### Colombia
En Colombia, destacan la Semana Santa en Popayán, que hace parte de la Lista Representativa del Patrimonio Cultural Inmaterial de la Humanidad de la UNESCO; la Semana Santa en Santa Cruz de Mompox; la Semana Santa en Piedecuesta; la Semana Santa en Pamplona; la Semana Santa en Santa Fé de Antioquia; la Semana Santa en la Catedral de la Santísima Trinidad y San Antonio de Padua de Zipaquirá y en la Catedral de Sal en Zipaquirá; entre otras. 
Ley Emiliani (Ley 51 del 22 de diciembre de 1983) es aquella por la cual se logró mover los días festivos al próximo lunes de la fecha original. Estos puentes son utilizados por la mayoría de los colombianos para viajar, descansar y celebrar las fiestas patronales de su respectiva región.

#### Argentina
Argentina conmemora Semana Santa desde el Domingo de Ramos hasta el Domingo de Resurrección. Sin embargo, únicamente el Jueves y Viernes Santo son días no laborables.

#### Uruguay
En Uruguay, debido a la secularización religiosa dada por la constitución de 1919. Al ciclo vacacional que corresponde a la Semana Santa se lo conoce oficialmente como «Semana de Turismo»  estipulado por la ley de esa misma constitución que seculariza las fiestas religiosas, popularmente también se le da el nombre de Semana Criolla. Semana Santa y Semana de Pascua.

#### Bolivia
La Semana Santa en Bolivia  incluye ayunos, peregrinaciones, procesiones y diferentes acciones que difieren de una región a otra.

#### Brasil
En Brasil, hay grupos de penitentes que salen a las calles rezando por los espíritus que sufren.

#### Guatemala

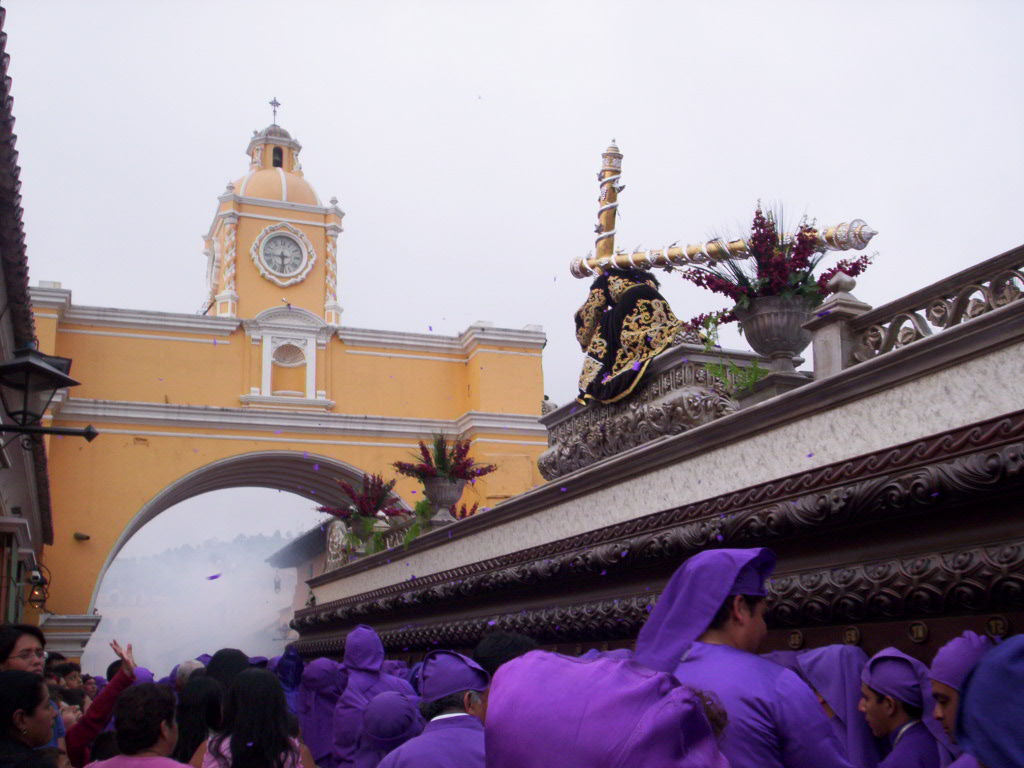
Procesión en la Ciudad de Antigua Guatemala.

La Semana Santa en Guatemala, se celebra con la salida a la calle de manifestaciones de fe, llamadas procesiones, habitualmente organizadas por una hermandades, cofradías y asociaciones de pasión. En cada procesión de Semana Santa hay andas procesionales y pasos, que suelen ser imágenes religiosas de la Pasión de Cristo, o imágenes marianas, aunque hay excepciones como los pasos alegóricos o los de santos. También figuran los cucuruchos o cargadores con sus correspondientes insignias. En las procesiones participan devotos cargadores. Lo que lleva la hermandad es carretón que incluye horquillas, esquimales matracas, botiquín, incienso. La celebración fue declarada Patrimonio Cultural Inmaterial de la Humanidad por parte de la UNESCO en noviembre de 2022.

#### Nicaragua
La Semana Santa en Nicaragua se celebra en todas las ciudades, siendo las festividades más destacadas son las de Granada y León.

#### Honduras

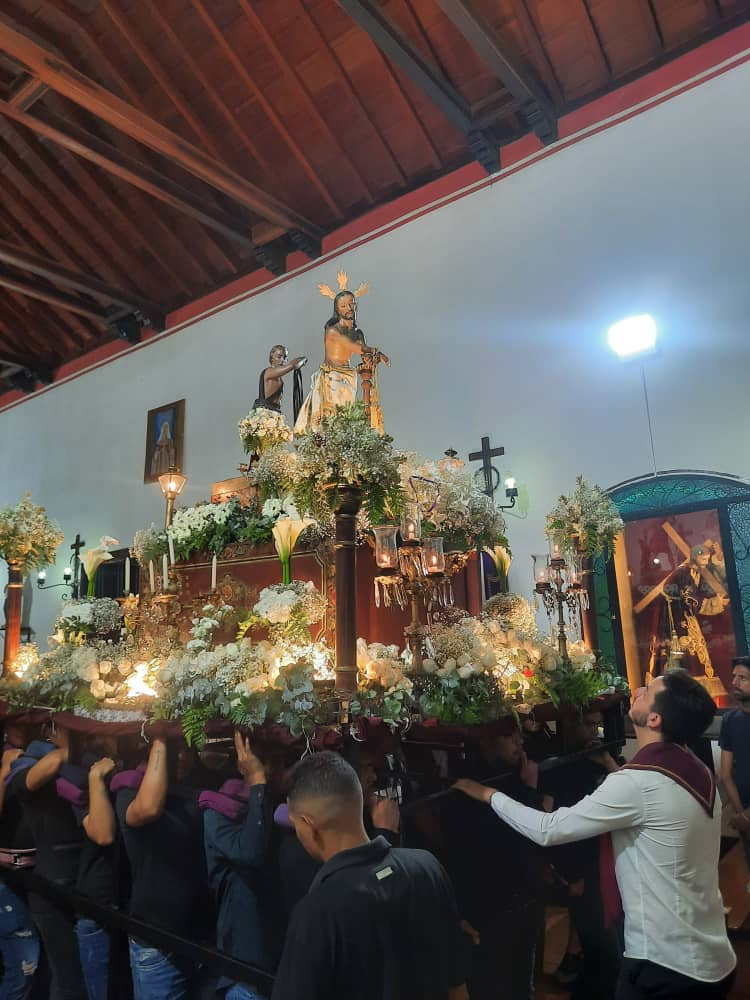
Procesión de Jesús atado a la columna en Baruta, Venezuela

La Semana Santa en Honduras se celebra con una semana de vacaciones, que se hace a nivel Nacional.

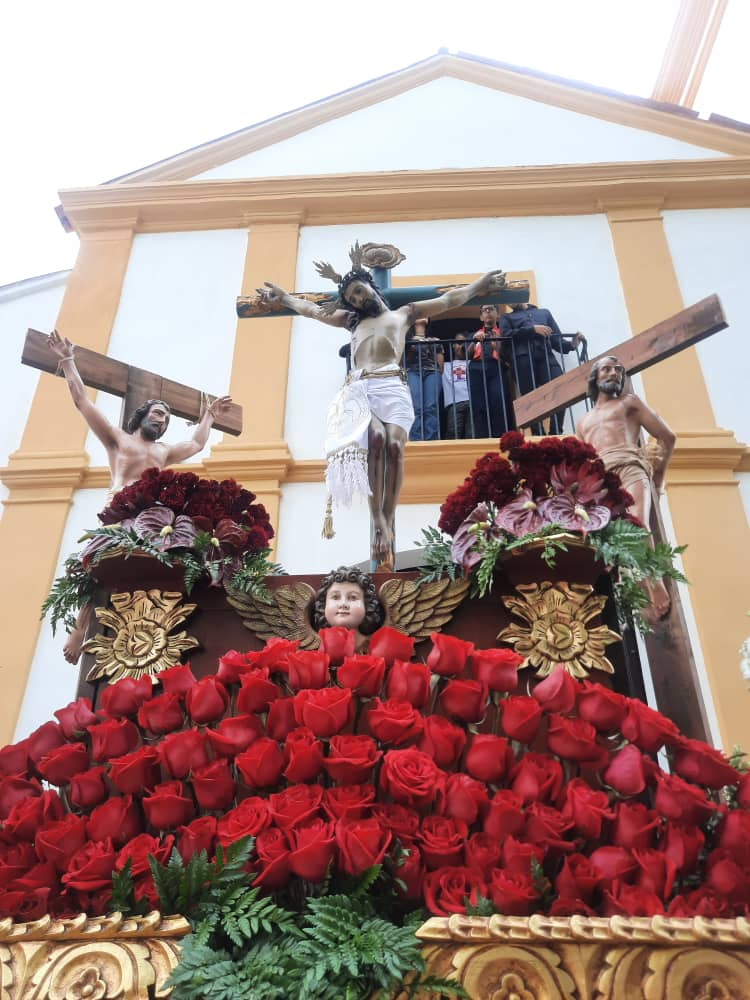
Procesión de la imagen del Santo Cristo crucificado de la parroquia Nuestra Señora del Rosario de Baruta, Venezuela

#### Venezuela
La Semana Santa corresponde a la siguiente luna llena después del equinoccio de primavera, empezando con el domingo y finaliza el sábado. Es tradición entre alguna gente no comer carne roja; solo pescado, chigüire y babo.
Una actividad común en el país caribeño, durante el Domingo de Resurrección, es la quema de un monigote que representa a Judas Iscariote quien, según la religión cristiana, traicionó a su maestro.

#### Ecuador
El día Viernes Santo se llevan a cabo las dos procesiones de Semana Santa más importantes del país: la de Jesús del Gran Poder en Quito, y la  Procesión del Cristo del Consuelo en Guayaquil, que cada año acogen a miles de visitantes locales, nacionales y extranjeros. Asimismo, en la capital provincial de Santa Elena, tiene lugar el tradicional Baño de la Cruz el día Martes Santo, en el cual los pescadores de las localidades cercanas cargan en procesión una cruz de madera desde la iglesia principal hasta el balneario de Ballenita en donde sumergerán la cruz en el mar con el fin de les provea el sustento diario; el ritual finaliza con una eucaristía campal en el malecón del balneario. En otras ciudades del país también llevan a cabo sus propias procesiones comunitarias, los recorridos de las 7 iglesias, el rezo de las 7 palabras, el Viacrucis y  la adoración de la cruz.
Destacable también es la elaboración de la fanesca,que consiste en la elaboración de una sopa de 12 granos, legumbres, hortalizas y bacalao, siendo preparada en el país y en el departamento de Nariño  en Colombia. La representación de los 12 granos se la atribuye a los apóstoles, y la del pescado, a Jesucristo.